# Samuel G. Ogden
Samuel Gouverneur Ogden (17 de octubre de 1779 - 5 de abril de 1860) fue un comerciante estadounidense residenciado en Nueva York, involucrado en la expedición del general Francisco de Miranda a Venezuela en 1806. El Leander la nave utilizada por Miranda, era propiedad de Ogden.
En la expedición, Ogden sirvió como financista y socio de una empresa que debía abrir rutas comerciales para su compañía, pero que al final no prosperó. De lo invertido en Miranda, solo recuperó lo que este pagó por adelantado. Además, la expedición causó un conflicto diplomático entre España y Estados Unidos que lo llevó a juicio junto a todos los involucrados con el precursor venezolano. Ogden sería absuelto finalmente por un juzgado de Nueva York.

## Expedición de Miranda
Hijo de una familia de comerciantes en 1800 Ogden empezó a hacer negocios de bajo su propio nombre en el 119 de la calle Pearl del bajo Manhattan en Nueva York. Allí era la base de operaciones de sus barcos el Empire, el Indostaní, el Diana y el Leander. En diciembre de 1805, Ogden conoció a Francisco de Miranda a través del inspector del puerto de Nueva York, el Coronel William Stephens Smith.
El Coronel Smith, ex-edecán de George Washington y yerno del expresidente John Adams, era amigo de Miranda, y ya conocía sus planes de independencia hispanoamericana desde su estadía en Londres como miembro del cuerpo diplomático norteamericano. Para ayudar a Miranda, concertó una cita con Ogden diciéndole que la empresa podía convertirlo en pionero del comercio con una América libre de españoles.
Miranda, que había llegado a Estados Unidos el 9 de noviembre de 1805, se había reunido en Washington con el presidente Thomas Jefferson y el secretario de estado James Madison el 11 de diciembre. Al regresar a Nueva York, buscó financistas y colaboradores en su aventura en Sur América creyendo tener la bendición de los Estados Unidos. Si Washington lo apoyaba o no en su expedición, está dividido por opiniones contradictorias, pero tras la ayuda de Smith, la primera reunión de Miranda y Ogden tuvo lugar en la casa del último en el 102 de la calle Greenwich, en Manhattan, y ese mismo día empezaron planificar lo necesario para invadir Venezuela. Ogden al parecer era de la idea de que Miranda era apoyado por el departamento de estado en Washington. 
El interés de Ogden era meramente comercial, y de hecho, el trato con Miranda para asegurar lo que necesitaba fue pagado en parte por adelantado, y por otra, con mercancías que se venderían en Venezuela antes de que Miranda iniciara cualquier acción armada. De la venta de estos productos, Ogden debía recibir en efectivo, el costo de la carga, que era de $40,000, el costo del equipamiento, y 200% por adelantado sobre el monto de la carga y el equipamiento. (Los equipamientos incluían el dinero adelantado a los marinos de la expedición.) En total, incluyendo el 200%, Miranda debía pagar a Ogden $217,000. Después de dejar Venezuela, las naves debían retornar a Jacmel (Haití)  y cargar con café comprado con el pago de Miranda. 
Así, en enero de 1806, se comenzó a preparar al bergantín Leander para la aventura, dotándola de alimentos, 150 hombres, 17 cañones, pólvora, mosquetes, y encargando a un tal Thomas Lewis como su capitán y agente. Mientras tanto Miranda vivió en el Widow Avery's, n.º 7 de la calle State, hasta que el buque estuvo listo para vivir allí. 
Todos estos suministros fueron pagados por Ogden en efectivo y a crédito, recibiendo de Miranda una carta de crédito por ₤700 de Daniel Ludlow & Co., mercaderes localizados en el n.º 19 de la calle South, cartas del financista inglés Nicholas Van Sittart por ₤2,000, y otra por ₤5,000 de Joseph Lambert y William Brown de Trinidad. Estos datos vienen de The Old Merchants of New York City, pero durante el juicio que siguió más tarde, Ogden afirmó que sus gastos habían sido de $70.000 dólares, y que Miranda solo había pagado ₤800, poniendo como garantía las notas de Inglaterra y Trinidad, que nunca le fueron pagadas.
Entre aquellos que proporcionaron los insumos de Miranda estuvo John McLane, el comisario de las tiendas militares en el 27 de la calle Oliver; Ebenezer Stevens, quien vendió seis cañones de nueve libras a crédito; John Jacob Astor, quien vendió casi todas las espadas que llevaban; Bernard Hart, catorce cañones a crédito; Abraham Vannest, 250 monturas de caballo; Jonathan Ogden, sin relación con Samuel, pólvora de la casa de pólvora de Martin Boerum en Brooklyn; John Murray, espadas y alfanjes y Samuel Corp de Corp, Ellis & Shaw quien vendió cañones.
El Leander izó velas el 2 de febrero de 1806 y arribó a Jacmel el 19 de febrero. Allí debió unírseles otro barco, el Emperor, pero este no llegó, y a cambio se contrató a las goletas Bacchus y Bee para que le acompañara. Las naves finalmente abandonaron Haití el 27 de febrero siguiente, con no más de 200 inexpertos mercenarios extranjeros para librar de españoles a Sur América.

## Juicio
Ya desde su llegada a Estados Unidos, Miranda era seguido por espías españoles, y después de su reunión en Washington, la misión se hizo más crítica. En ese momento las relaciones diplomáticas entre Estados Unidos y España estaban en un mal momento debido al conflicto con la Louisiana, y el recibimiento de un personaje conocido por sus alardes contra la corona mientras se armaba un barco fletado a su nombre en Nueva York no hizo sino empeorarlas. Especialmente cuando el ministro español en Washington, el Marqués de Casa Yrujo recibió cartas de Nueva York informando que el Leander estaba a punto de partir. Esta información confirmaba lo expresado confidencialmente por el exsenador Jonathan Dayton, quien había presenciado las confidencias de Miranda con el presidente Jefferson. 
El Leander en realidad, ya había partido, y bien no estaba fuera de las costas de Nueva York cuando el Marqués de Yrujo atacó al gobierno estadounidense de complicidad y violatorio de la Ley de Neutralidad de 1794. El departamento de estado respondió negando relaciones con Miranda, y excusando sus visitas como de mera cortesía. Si el gobierno estaba involucrado o no es cuestión de especulación, pero ya fuera para ocultarlo o calmar los ánimos del Marqués de Yrujo, ordenó que se enjuiciaran a los que habían participado en la preparación del Leander, incluyendo a Ogden y Smith. Poco después, el Fiscal de Distrito de los Estados Unidos Nathan Sanford, abrió la investigación, y el 1 de abril de 1806, Ogden y el coronel William S. Smith, fueron condenados por un gran jurado de “poner en pie e iniciar con hombres y armas una cierta empresa o expedición, a ser ejecutada desde los Estados Unidos contra los dominios de un príncipe extranjero: a saber, los dominios del Rey de España; cuando dicho Rey de España estaba en paz con los Estados Unidos.” Estos al final apelaron y salieron en libertad tras pagar una fianza de $20,000. 
El juicio estuvo cargado de tonos políticos por los enemigos de Jefferson, quienes lo acusaban sino de complicidad, de hacerse la vista gorda ante lo que sucedía, y se preguntaban porque si había sabido de antemano la preparación del Leander, porque no había detenido los trabajos o el leven anclas. Pero la defensa atacó con los mismos argumentos. Los preparativos de Leander lejos de ser secretos fueron la comidilla de los mercantes de Nueva York mientras sucedieron. La inversión de Ogden no eran migajas, y el riesgo y la posibilidad de que triunfara tenía a más de uno preparado para seguir sus pasos. 
Por otro lado, cuando Miranda llegó a Nueva York, fue recibido por la sociedad civil con alborozo. Miranda llegó a Nueva York haciéndose llamar George Martin, pero este seudónimo solo era para la muchedumbre.  En Nueva York se le recordaba de cuando había visitado hacia unos veinte años atrás, y por conocido y respetado, se le celebraron bienvenidas donde los asistentes no se daban abasto de que la leyenda de la Revolución Francesa estuviera entre ellos.  
Esta publicidad fue utilizada por los abogados de Ogden, Thomas A. Emmett, Cadwallader Colden y Josiah Ogden Hoffman, para atacar los alegatos del Marqués de Yrujo, diciendo que si este sabía lo que estaba sucediendo, porque no lo había denunciado antes. Con esto, pintaron todo el escándalo del representante como una intriga de la oposición federalista a Thomas Jefferson.
El juicio finalmente comenzó el 14 de julio frente al juez Matthias Burnett Tallmadge con el agravante de 10 mercenarios estadounidenses de la expedición mirandina ahorcados por piratería en Puerto Cabello y sus cabezas freídas en aceite expuestas al escarnio público en los caminos que conducían a Valencia y Caracas.  Ogden y Smith inmediatamente plantearon sus casos, acusando al gobierno de la persecución de la que eran objeto y de lo injusto del juez de escuchar sus petitorios, sobre todo porque si de verdad habían delinquido, lo habían hecho por desconocimiento. Además, en su opinión, una guerra con España era inminente, y ellos habían supuesto que no era tan descabellada una expedición contra una potencia enemiga, y le sumaron que el presidente Jefferson sabía de las intenciones de Miranda, porque este les había mostrado una carta que había traído de Inglaterra con un esquema del proyecto, y que la misma había sido enviada al secretario de estado James Madison, quien se la mostró. 
También mencionaron una carta que envió Miranda antes de zarpar. Esta iba dirigida al presidente Jefferson con copia al vicepresidente George Clinton, y que la había leído a Smith y Ogden antes de enviarla. Allí Miranda le decía a Madison que había hecho todo como lo había pedido el gobierno, y le pidiera que lo mantuviera todo en secreto. Después de esto, la defensa incluso llamó como testigos al presidente Jefferson y el vicepresidente George Clinton, pero estos no se presentaron en la corte.
La buena fe que alegaron fue sobre la reputación de Miranda, y Smith aludió que había creído tanto en él que hasta había convencido a su hijo William Steuben de apenas 19 años de edad, para que fuera en el Leander como edecán del precursor. 
El fiscal, sin embargo, sacó a la luz algunos detalles que desfavorecían la defensa, como que los hombres que habían reclutado no sabían de su destino, asegurándoles que no se enfrentarían ni a Inglaterra ni a Francia, pero que en la expedición harían una fortuna. A algunos se les dijo que su destino era una guardia montada organizada por el presidente Jefferson, a otros que serían guardas de la línea de correo entre Washington y New Orleáns. Dejando los hechos de lado, lo abogados de Ogden, al final basaron su estrategia en convencer al jurado de que nada de lo que se refería a la expedición había sucedido en Nueva York, y que Miranda había hecho todos los planes en Haití, fuera de la jurisdicción de Nueva York.
Finalmente, el juicio concluyó tras días de deliberaciones del jurado con la absolución de Smith y Ogden. 
Después de todo el fiasco del trato con Miranda, Samuel G. Ogden siguió en el negocio mercante y pagó a tiempo todo lo que se debía a crédito. Permaneció en Nueva York por algunos años, y vivió en el 9 de la calle Hudson hasta 1815, cuando se mudó a Francia y estableció un negocio en Bordeaux. Desde allí se convirtió en uno de los primeros mercantes de vino a los Estados Unidos, donde regresó en 1825 como agente de firmas francesas. 
En cuanto al Leander, el barco nunca regresó a sus manos. Fue rematado en Trinidad tras recalar allí con Miranda después de fracasar en su intento de liberar Venezuela, y sirvió para pagar a algunos de los mercenarios que reclamaban ser indemnizados.